# Chris Pronger

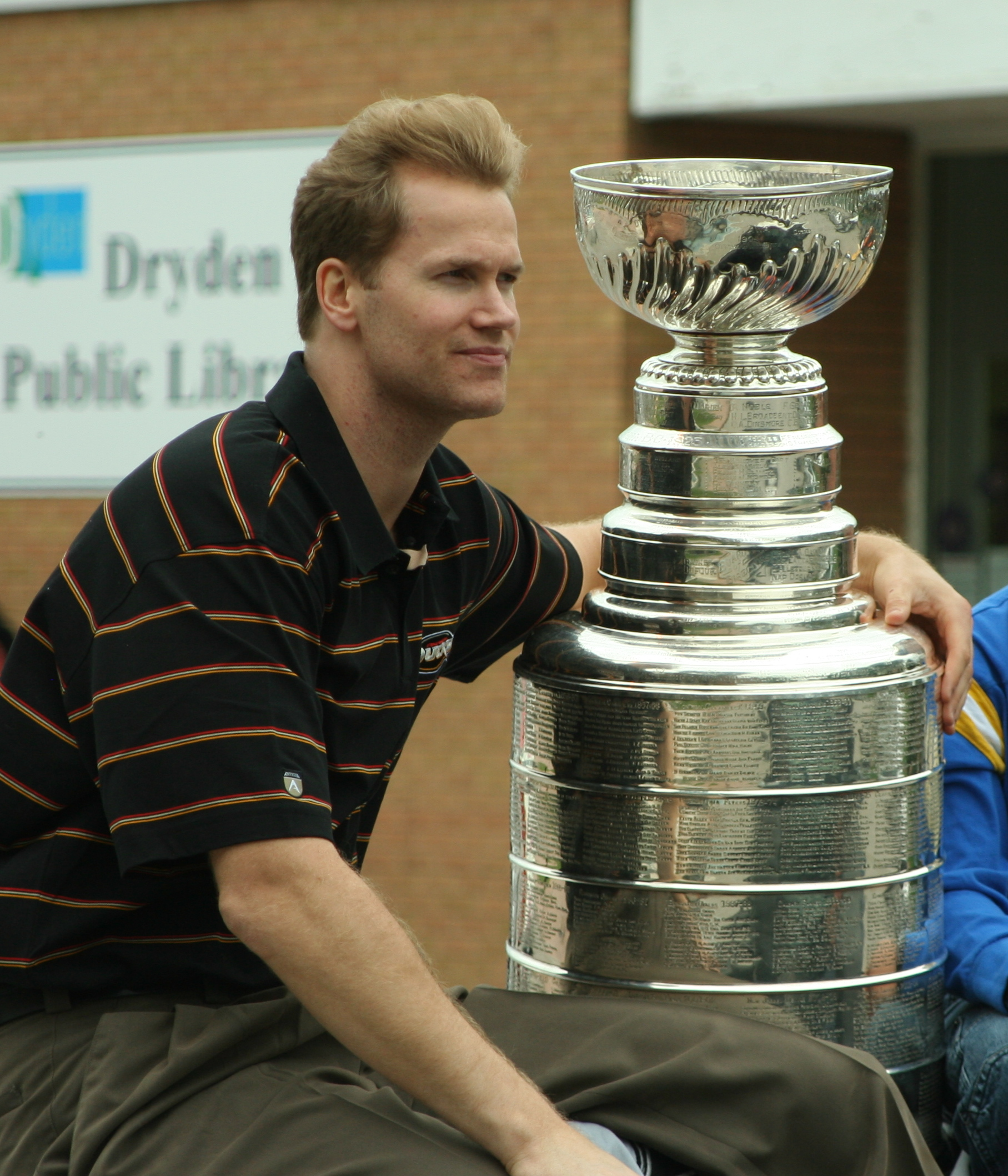
Chris Pronger med Stanley Cup.

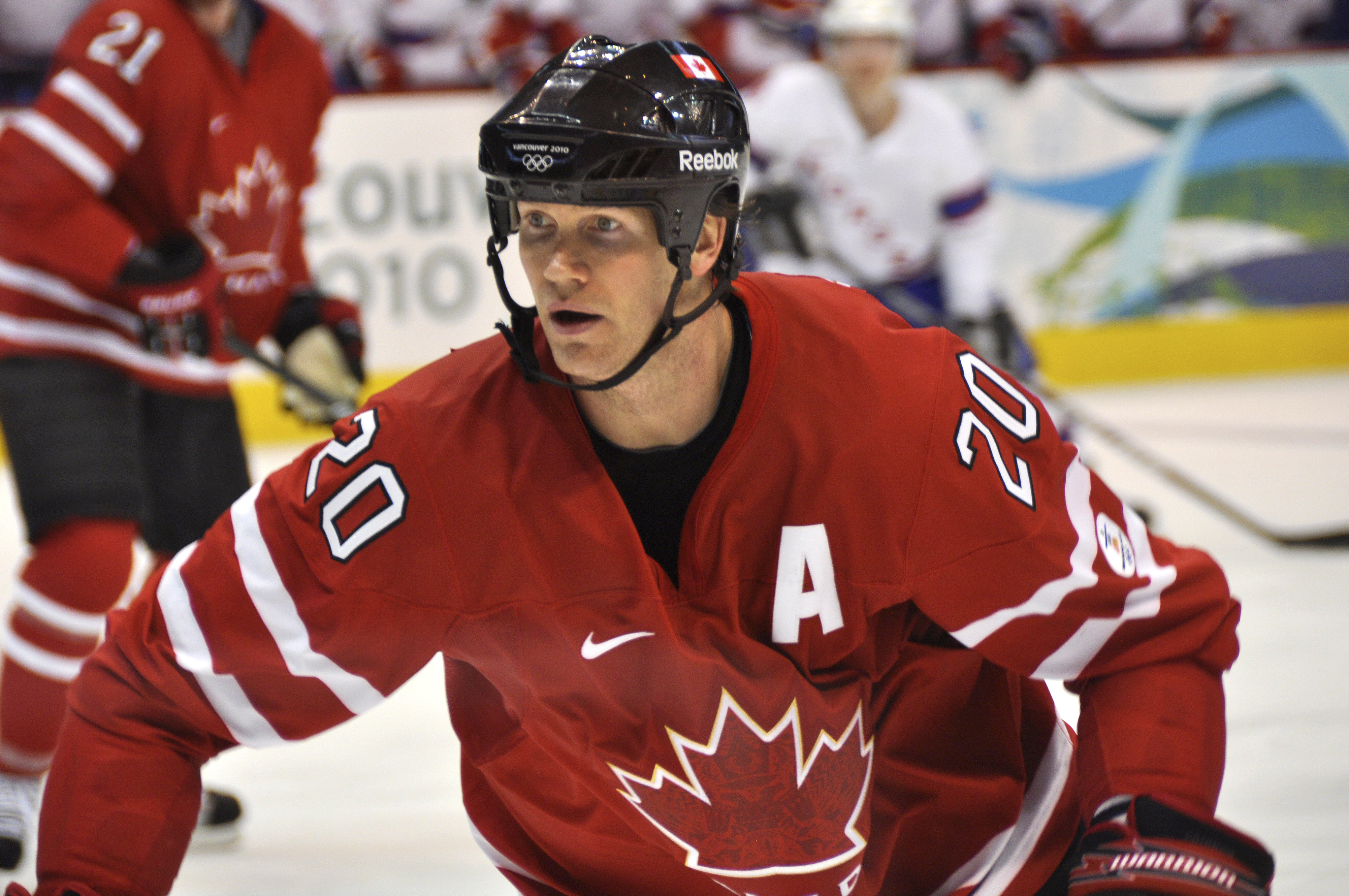
Chris Pronger i OS 2010.

Christopher Robert "Chris" Pronger, född 10 oktober 1974 i Dryden i Ontario, är en kanadensisk före detta professionell ishockeyspelare som räknades till världens främsta backar.

## Spelarkarriär
Efter några framgångsrika juniorår i OHL valdes Pronger som andre spelare totalt i NHL-draften 1993, efter superlöftet och sedermera floppen Alexandre Daigle, och debuterade samma höst i NHL för Hartford Whalers. Där blev det spel i två säsonger innan han byttes bort till St. Louis Blues - ett byte som först inte uppskattades av St. Louis-fansen då Brendan Shanahan var den som byttes bort. Pronger spelade nio säsonger i St. Louis. Han hade vid flera tillfällen bäst plus och minus-statistik av samtliga NHL-spelare och lyckades under millenniesäsongen 1999–00 göra imponerande 62 poäng, vilket gav honom både James Norris Memorial Trophy som ligans bäste back och Hart Memorial Trophy som ligans mest värdefulle spelare. 
Säsongen 2002–03 spelade Pronger bara fem matcher då han hade skadeproblem och efter en lockout-säsong då Pronger valde att inte spela alls, skrev han säsongen 2005–06 på för det forna storlaget Edmonton Oilers. Han gjorde 56 poäng i grundserien och 21 poäng i slutspelet, som räckte för att föra laget till Stanley Cup-final där det dock blev förlust mot Carolina Hurricanes.
Säsongen efter, 2006–07, skrev Pronger istället på för Anaheim Ducks, gjorde 59 poäng och fick direkt vara med om att vinna Stanley Cup.
Pronger har även landslagsmeriter och deltog för Kanada i JVM 1993 då Kanada vann guld, i VM 1997 då Kanada vann guld, samt i de fyra senaste OS-turneringarna där Kanada vann guld två av gångerna, 2002 i Salt Lake City och 2010 i Vancouver.
Det sades om Prongers fysik att han skulle klara 60 minuter per match. Han spelade efter säsongen 2008–09 strax över 1000 matcher i NHL:s grundserie och gjorde lite över 600 poäng.
Pronger blev 2007 den nittonde medlemmen i den exklusiva trippelguldklubben. 2011 drabbades Pronger av en kraftig hjärnskakning av såpass allvarlig art att den omöjliggjorde allt vidare spel. Ett officiellt avslutande av karriären var dock inte möjligt på grund av ett långtidskontrakt till och med 2017. Ett officiellt slut på karriären hade kostat Pronger många miljoner. Efter att kontraktet gått ut sommaren 2017, meddelade Pronger officiellt att karriären var över och att han skulle ta en plats i Florida Panthers tränarstab.

## Statistik

### Klubbkarriär
| 1991–92    | Peterborough Petes  | OHL        | 63   | 17  | 45  | 62  | 90   | 10  | 1  | 8  | 9   | 28  |
| 1992–93    | Peterborough Petes  | OHL        | 61   | 15  | 62  | 77  | 108  | 21  | 15 | 25 | 40  | 51  |
| 1993–94    | Hartford Whalers    | NHL        | 81   | 5   | 25  | 30  | 113  | —   | —  | —  | —   | —   |
| 1994–95    | Hartford Whalers    | NHL        | 43   | 5   | 9   | 14  | 54   | —   | —  | —  | —   | —   |
| 1995–96    | St. Louis Blues     | NHL        | 78   | 7   | 18  | 25  | 110  | 13  | 1  | 5  | 6   | 16  |
| 1996–97    | St. Louis Blues     | NHL        | 79   | 11  | 24  | 35  | 143  | 6   | 1  | 1  | 2   | 22  |
| 1997–98    | St. Louis Blues     | NHL        | 81   | 9   | 27  | 36  | 180  | 10  | 1  | 9  | 10  | 26  |
| 1998–99    | St. Louis Blues     | NHL        | 67   | 13  | 33  | 46  | 113  | 13  | 1  | 4  | 5   | 28  |
| 1999–00    | St. Louis Blues     | NHL        | 79   | 14  | 48  | 62  | 92   | 7   | 3  | 4  | 7   | 32  |
| 2000–01    | St. Louis Blues     | NHL        | 51   | 8   | 39  | 47  | 75   | 15  | 1  | 7  | 8   | 32  |
| 2001–02    | St. Louis Blues     | NHL        | 78   | 7   | 40  | 47  | 120  | 9   | 1  | 7  | 8   | 24  |
| 2002–03    | St. Louis Blues     | NHL        | 5    | 1   | 3   | 4   | 10   | 7   | 1  | 3  | 4   | 14  |
| 2003–04    | St. Louis Blues     | NHL        | 80   | 14  | 40  | 54  | 88   | 5   | 0  | 1  | 1   | 16  |
| 2004–05    | NHL-Lockout         | —          | —    | —   | —   | —   | —    | —   | —  | —  | —   | —   |
| 2005–06    | Edmonton Oilers     | NHL        | 80   | 12  | 44  | 56  | 74   | 24  | 5  | 16 | 21  | 26  |
| 2006–07    | Anaheim Ducks       | NHL        | 66   | 13  | 46  | 59  | 69   | 18  | 3  | 12 | 15  | 26  |
| 2007–08    | Anaheim Ducks       | NHL        | 72   | 12  | 31  | 43  | 128  | 6   | 2  | 3  | 5   | 12  |
| 2008–09    | Anaheim Ducks       | NHL        | 82   | 11  | 37  | 48  | 88   | 13  | 2  | 8  | 10  | 12  |
| 2009–10    | Philadelphia Flyers | NHL        | 82   | 10  | 45  | 55  | 79   | 23  | 4  | 14 | 18  | 36  |
| 2010–11    | Philadelphia Flyers | NHL        | 50   | 4   | 21  | 25  | 44   | 3   | 0  | 1  | 1   | 4   |
| 2011–12    | Philadelphia Flyers | NHL        | 13   | 1   | 11  | 12  | 10   | —   | —  | —  | —   | —   |
| NHL totalt | NHL totalt          | NHL totalt | 1167 | 157 | 541 | 698 | 1590 | 173 | 26 | 95 | 121 | 326 |

### Internationellt
| År            | Lag           | Turnering     |    | Matcher | Mål | Assist | Poäng | Utv |
| ------------- | ------------- | ------------- | -- | ------- | --- | ------ | ----- | --- |
| 1993          | Kanada        | JVM           | 7  | 1       | 3   | 4      | 6     |     |
| 1997          | Kanada        | VM            | 9  | 0       | 2   | 2      | 4     |     |
| 1998          | Kanada        | OS            | 6  | 0       | 0   | 0      | 4     |     |
| 2002          | Kanada        | OS            | 6  | 0       | 1   | 1      | 2     |     |
| 2006          | Kanada        | OS            | 6  | 1       | 2   | 3      | 16    |     |
| 2010          | Kanada        | OS            | 7  | 0       | 5   | 5      | 2     |     |
| Senior totalt | Senior totalt | Senior totalt | 34 | 1       | 10  | 11     | 36    |     |

## Meriter
- OS-guld 2002 och 2010
- Stanley Cup 2007
- James Norris Trophy 2000
- Hart Memorial Trophy 2000
- Bud Light Plus/Minus Award 1998 och 2000
- NHL First All-Star Team 2000
- NHL Second All-Star Team 1998, 2004 och 2007
- All Star matcher 1999, 2000, 2001, 2002 och 2004
- VM-guld 1997
- NHL All-Rookie Team 1994